# Colichemarde

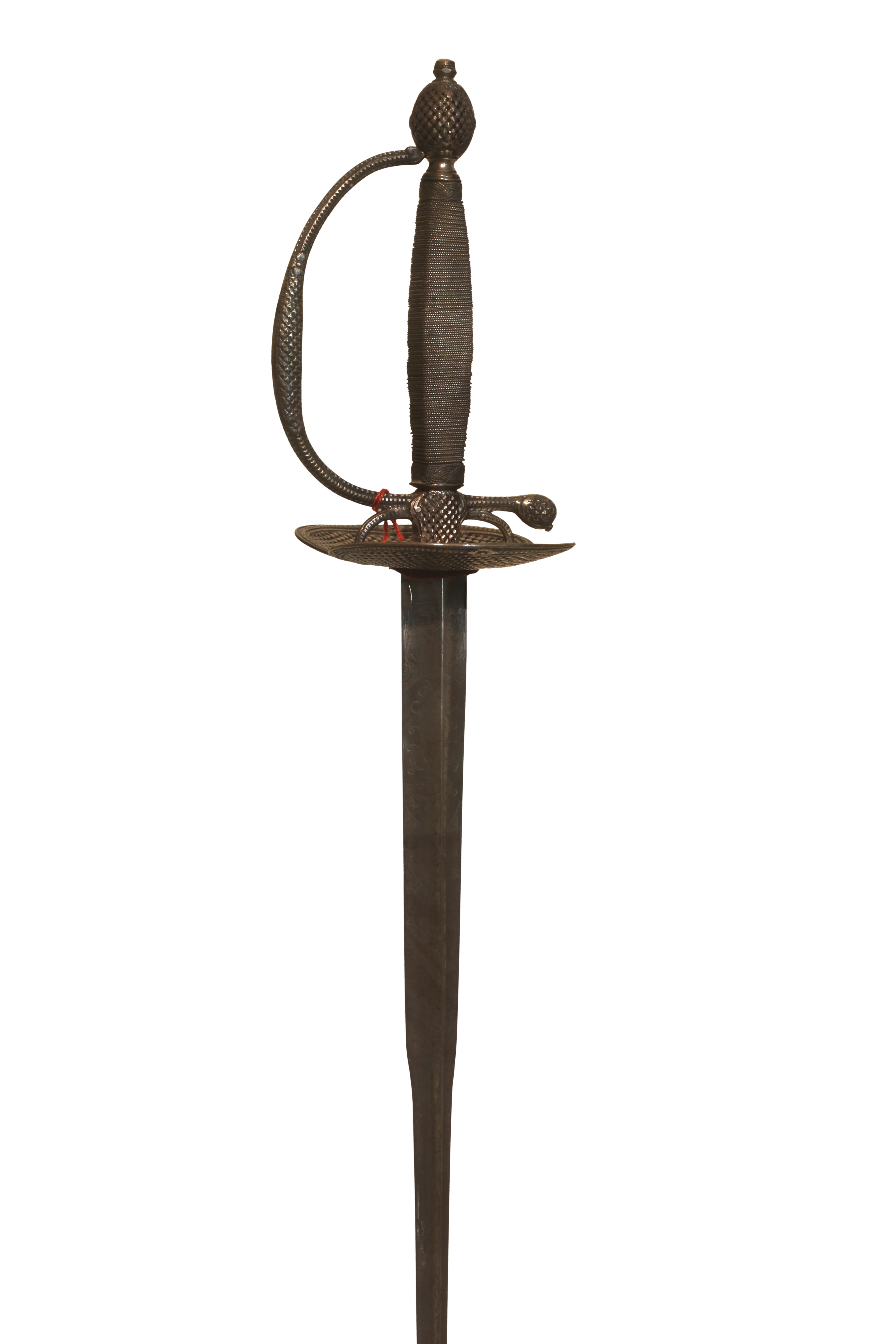
Épée à la colichemarde, garde en argent, XVIIIe siècle. Exposée au musée historique de Vevey.

La lame nommée colichemarde est le nom allemand de l’épée à la franc-toupin. Colichemarde ne désigne pas tant une arme qu'un style de lame. Cependant, les seules colichemardes historiques ayant été des épées de cour, colichemarde désigne par extension ce type d’épée de cour.
Bien que d'origine apparemment française, la dénomination semble venir de l'allemand par Graf von Königsmark (bien que la lame lui soit antérieure). Elle se répand en Italie à la suite des invasions de François Ier.
C’est une lame avec une forte base qui s'affine brusquement après une certaine distance et se termine avec une pointe en losange (carrelet). C’est une arme hybride, capable d'estoc comme de taille. On peut la comparer avec l’espadon, autre épée hybride bien que plus massive ou le parang, sur lequel courent trois tranchants différents.
Ces lames bénéficient en général d'un traitement de qualité par l'armurier qui fera graver et bleuir-dorer la lame.